# Saint-Brice-en-Coglès
Pour les articles homonymes, voir Saint-Brice.
Saint-Brice-en-Coglès (prononcé [sɛ̃ bʁis ɑ̃ kɔɡl], comme Cogles) est une ancienne commune française située dans le département d'Ille-et-Vilaine en région Bretagne, peuplée de 3 174 habitants. Elle a fusionné le 1er janvier 2017 avec Saint-Étienne-en-Coglès pour former la commune de Maen Roch. La commune de Saint-Brice-en-Coglès, Village étape depuis 2004, a été la première de France à avoir été labellisée Village en poésie (le 10 mars 2012).

## Géographie
Saint-Brice-en-Coglès est situé à 46 km au nord-est de Rennes et à 29 km au sud du mont Saint-Michel dans le pays de Fougères.
| Coglès              | Coglès                | La Selle-en-Coglès      |
| Tremblay            | Saint-Brice-en-Coglès | Saint-Étienne-en-Coglès |
| Saint-Marc-le-Blanc | Baillé                | Saint-Étienne-en-Coglès |

## Toponymie
Le nom de la localité est attesté sous les formes Sanctus Bricius de Puiniaco en 1050, Sanctus Bricius Pugniacensis au XIe siècle, Sanctus Bricius en Coglais en 1516.
Le nom de la commune vient de saint Brice, évêque de Tours, successeur de Saint Martin au Ve siècle, et du pays du Coglais dont elle fait partie (sous son ancienne graphie de Coglès).
Le gentilé est Briçois.

## Histoire
En 1050, un seigneur du Coglais fait don de 8 acres de terre, situées sur le bord de la Loisance et près de la villa de La Branche à l'abbaye de Saint-Florent de Saumur, qui possédait l'église de Saint-Brice dans la paroisse de Puniac — nom indiquant une origine gallo-romaine. Saint-Brice-de-Puniac devient Saint-Brice-en-Coglais, cette désignation perdurant jusqu'au milieu du XIXe siècle.
Au Moyen Âge, la seigneurie de Saint-Brice est dans la baronnie de Fougères. Goeffroy de Saint-Brice est le dernier du nom en 1343.

Armes des Scépeaux : vairé d'argent et de gueules

En 1509, Guy de Scépeaux vend la seigneurie de Saint-Brice à Philippe de Montauban, chancelier de la duchesse Anne. La terre de Saint-Brice, qui passe aux Volvire de Ruffec puis aux Guérin de la Grasserie en 1674, est érigée en baronnie par Charles IX en 1566 et en marquisat en 1644.
Avant la Révolution, le marquisat s'étend sur trente paroisses.
En 1785, Louise-Caroline Guérin de la Grasserie épouse le marquis de La Rouërie, héros de la guerre d'indépendance américaine.
La population de la commune est favorable aux changements apportés par la Révolution française, surtout après la fin de la Terreur. La principale fête révolutionnaire est celle célébrant l’anniversaire de l’exécution de Louis XVI, accompagnée d’un serment de haine à la royauté et à l’anarchie, fêtée à partir de 1795.
Le 15 février 1794, les Chouans menés par Boisguy attaquent Mellé, et le 17 février, chassent de Saint-Brice le poste de 200 hommes qui l'occupaient. C'est le début de la première Chouannerie dans le pays de Fougères.
Le 20 juillet 1795, des volontaires et des gardes nationaux de Saint-Marc-le-Blanc fusillent six personnes, âgées de 14 à 53 ans, dans le bois de la Motte, près de l'étang de Dieulegard.
Le 6 mai 1815, François Pilet attaque le cantonnement de Saint-Brice, ce qui marque le point de départ de la chouannerie de 1815.
Pendant la Restauration, le maire de Saint-Brice, Louis Humbert de Sesmaisons, siège à la Chambre des pairs.
Le 24 janvier 1872, est inauguré le chemin de fer entre Fougères et Saint-Brice-en-Coglès, et le 11 octobre suivant, celui entre Saint-Brice et le Mont-Saint-Michel. La gare devient alors un centre de grande activité avec l'expédition de granits, du bétail et des autres productions de la région, ainsi que pour le trafic de voyageurs. Les industries comme la laiterie, l'abattoir industriel et les chantiers de granit se sont développées à partir de petites entreprises locales.
Le 1er janvier 2017, la commune fusionne avec Saint-Étienne-en-Coglès pour former la commune nouvelle de Maen Roch.

## Héraldique
| Blason de Saint-Brice-en-Coglès | Blason  | Palé d'or et de gueules de six pièces.           |
| Blason de Saint-Brice-en-Coglès | Détails | Le statut officiel du blason reste à déterminer. |

## Politique et administration

### Liste des maires
| Période        | Période                    | Identité                    | Étiquette                | Qualité |
| -------------- | -------------------------- | --------------------------- | ------------------------ | --- |
| 1815           | 1827                       | Louis-Humbert de Sesmaisons | Légitimiste              | Pair de France (1827 → 1830) Député de la Loire-Inférieure (1815 → 1827) Président du conseil général de la Loire-Inférieure (1827 → 1829) |
| 1828           | 1830                       | Julien Saucet               |                          | |
| 1831           | 1834                       | Victor Labbé                |                          | |
| 1835           | 1851                       | François Lebeschu           |                          | |
| 1852           | 1861                       | Pierre Cocar                |                          | |
| 1862           | 1877                       | Jean Vallet                 |                          | |
| 1878           | 1909                       | Victor Roussin              |                          | Négociant Conseiller d'arrondissement (1901 → 1913) Président du conseil d'arrondissement                                                  |
| 1910           | 1931 (décès)               | Joseph Bûcheron             | Rad.                     | Notaire, avocat Conseiller général (1910 → 1922 et 1928 → 1931)                                                                            |
| 1931           | mars 1931                  | Joseph Fèvre                | RG                       | Médecin Conseiller général (1931 → 1940)                                                                                                   |
| mars 1931      | septembre 1975 (démission) | Joseph Tronchot             | MRP puis CD puis UDF-CDS | Notaire, maire honoraire Conseiller général (1945 → 1979)                                                                                  |
| septembre 1975 | juin 1995                  | Michel Guérinel             | RPR                      | Garagiste, maire honoraire Adjoint au maire (1965 → 1975)                                                                                  |
| juin 1995      | mars 2001                  | Marcel Roussel              | DVD                      | Commerçant |
| mars 2001      | décembre 2016              | Louis Dubreil               | DVG                      | Agriculteur retraité Conseiller général (1998 → 2015)                                                                                      |

| Période      | Période  | Identité       | Étiquette | Qualité                                 |
| ------------ | -------- | -------------- | --------- | --------------------------------------- |
| janvier 2017 | mai 2020 | Louis Dubreil  | DVG       | Agriculteur retraité                    |
| mai 2020     | En cours | Thomas Janvier | DVC       | Professeur agrégé d'histoire-géographie |

## Démographie
L'évolution du nombre d'habitants est connue à travers les recensements de la population effectués dans la commune depuis 1793. À partir du 1er janvier 2009, les populations légales des communes sont publiées annuellement dans le cadre d'un recensement qui repose désormais sur une collecte d'information annuelle, concernant successivement tous les territoires communaux au cours d'une période de cinq ans. 
Pour les communes de moins de 10 000 habitants, une enquête de recensement portant sur toute la population est réalisée tous les cinq ans, les populations légales des années intermédiaires étant quant à elles estimées par interpolation ou extrapolation. Pour la commune, le premier recensement exhaustif entrant dans le cadre du nouveau dispositif a été réalisé en 2008,.
En 2021, la commune comptait 3 174 habitants, en évolution de +7,12 % par rapport à 2015 (Ille-et-Vilaine : +5,61 %, France hors Mayotte : +2,49 %).
| 1793  | 1800  | 1806  | 1821  | 1831  | 1836  | 1841  | 1846  | 1851  |
| ----- | ----- | ----- | ----- | ----- | ----- | ----- | ----- | ----- |
| 1 064 | 1 193 | 1 163 | 1 370 | 1 404 | 1 500 | 1 576 | 1 408 | 1 778 |

| 1856  | 1861  | 1866  | 1872  | 1876  | 1881  | 1886  | 1891  | 1896  |
| ----- | ----- | ----- | ----- | ----- | ----- | ----- | ----- | ----- |
| 1 858 | 1 859 | 1 882 | 1 765 | 1 915 | 2 033 | 2 058 | 2 000 | 1 960 |

| 1901  | 1906  | 1911  | 1921  | 1926  | 1931  | 1936  | 1946  | 1954  |
| ----- | ----- | ----- | ----- | ----- | ----- | ----- | ----- | ----- |
| 1 899 | 1 914 | 1 990 | 1 727 | 1 920 | 1 852 | 2 007 | 2 078 | 1 877 |

| 1962  | 1968  | 1975  | 1982  | 1990  | 1999  | 2008  | 2013  | 2018  |
| ----- | ----- | ----- | ----- | ----- | ----- | ----- | ----- | ----- |
| 1 962 | 2 045 | 2 403 | 2 477 | 2 484 | 2 395 | 2 729 | 2 944 | 3 068 |

| 2019  | - | - | - | - | - | - | - | - |
| ----- | - | - | - | - | - | - | - | - |
| 3 090 | - | - | - | - | - | - | - | - |

## Jumelages
- Karlstadt-sur-le-Main (Allemagne) depuis 1970, en Bavière, dans l'arrondissement de Main-Spessart et le district de Moyenne-Franconie.
- Dopiewo (Pologne) depuis 2008, dans la voïvodie de Grande-Pologne.
- Skrunda (Lettonie) depuis 2006

## Personnalités liées à la commune
- Denis Jean-Marie Lemoine de La Giraudais (1739-1814), avocat et homme politique, maire de Fougères, député aux Etats Généraux de 1789.
- Armand Tuffin, marquis de la Rouërie (1751 - 1793), militaire français, héros de l'indépendance américaine, s'est marié à Saint-Brice-en-Coglès, à la chapelle du château de la Motte.
- Fadhma Aït Mansour Amrouche (1882 - 1967 à Saint-Brice), écrivain-poète algérienne d'origine kabyle.
- Monseigneur Jean Honoré est né le 13 août 1920 à Saint-Brice-en-Coglès. Il est ordonné prêtre en 1943, sacré évêque d'Évreux le 22 octobre 1972 avant de devenir archevêque de Tours du 13 août 1981 au 22 juillet 1997. Par la suite, il est fait cardinal par le pape Jean-Paul II le 21 janvier 2001. Il est décédé à Tours le 28 février 2013.
- Nicolas Peyrac (né en 1949), chanteur français, a passé son enfance à Saint-Brice-en-Coglès.

## Lieux et monuments
- L'église Saint-Brice (1776-1820-1855).
- La chapelle Sainte-Catherine (XVIIe siècle).
- Le château du Rocher-Portail (1617), classé monument historique le 27 septembre 1961[13].
- Le château de la Motte ou de Saint-Brice (XVIIe siècle), inscrit aux monuments historiques le 31 octobre 1975[14].
- Le château de la Villette (XIXe siècle).
- Le manoir de la Branche (XVe – XVIe siècle).
- Le manoir de la Bouvrais (XVIIe siècle).
- La maison de la Richerais (1567). À l'intérieur de la maison de prêtre, sur le linteau d'une cheminée, sont sculptés des calices dont l'un est associé à un cœur et des fleurs de lys[15],[16].

L'église Saint-Brice.
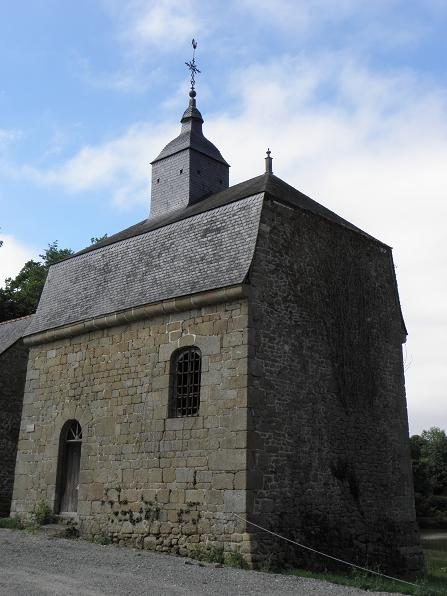
La chapelle Sainte-Catherine.
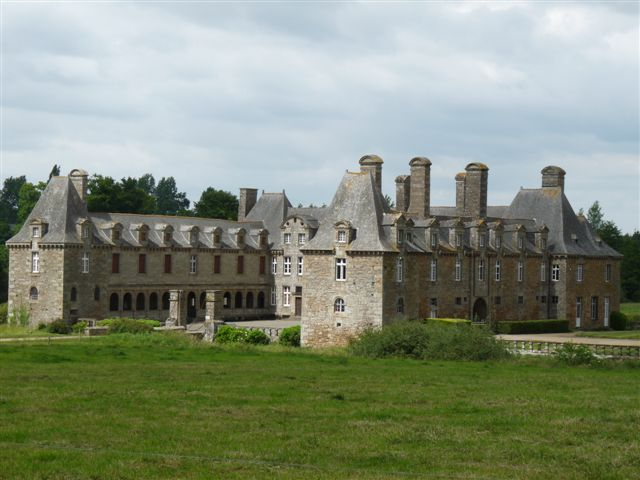
Le château du Rocher-Portail.
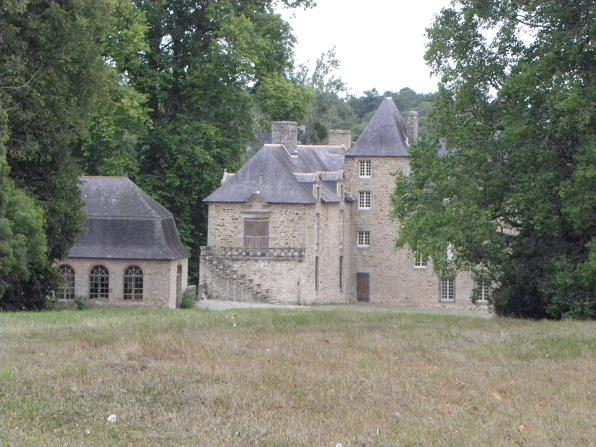
Le château de la Motte ou de Saint-Brice.
Le château de la Villette.
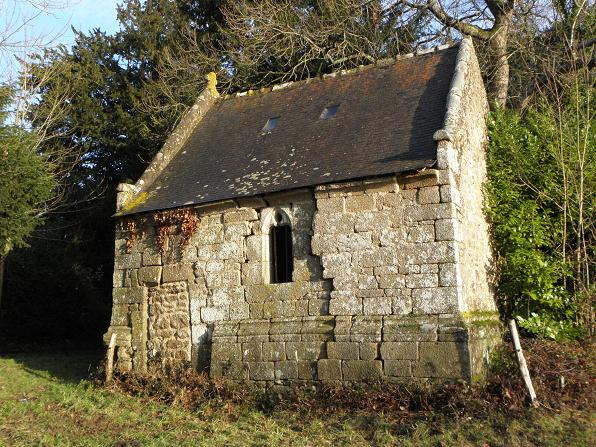
La chapelle de la Villette.
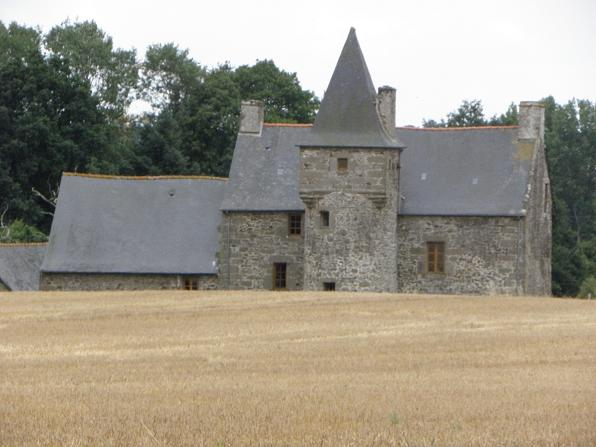
Le manoir de la Branche.
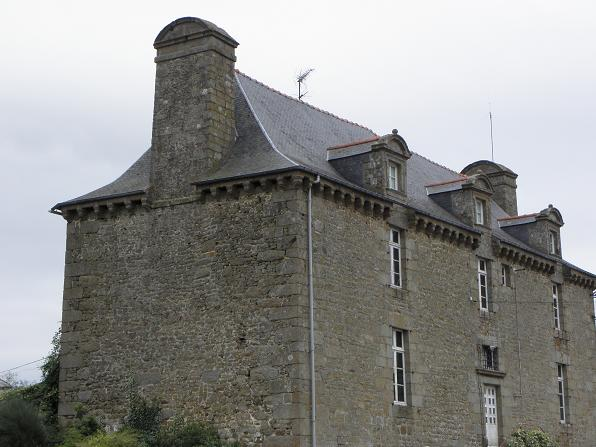
Le manoir de la Bouvrais.